# Madam

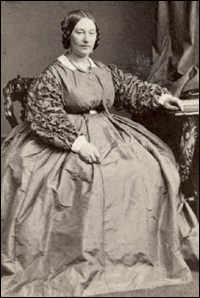
Jurjentje Rauwerda was een bekende Nederlandse madam uit de 19e eeuw

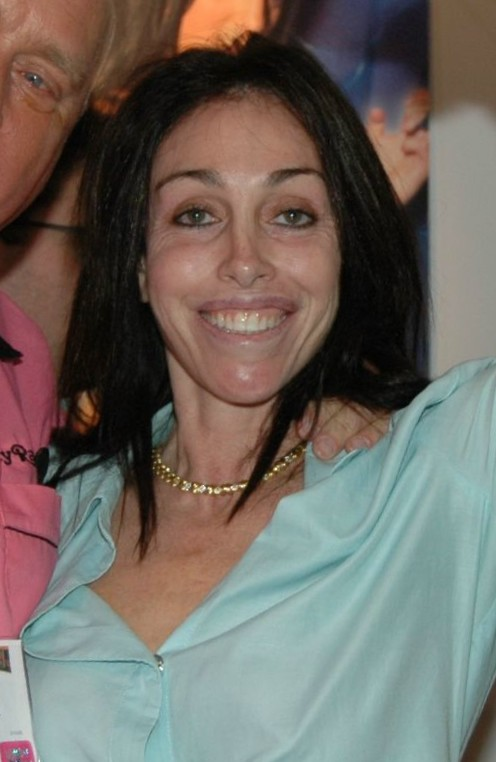
Heidi Fleiss, bekend als de Hollywood Madam, had vele bekende Hollywoodsterren als klant

Een madam of hoerenmadam of hoerenwaardin is een vrouw die andere personen laat werken in de prostitutie. Tegen betaling door de prostituees verzorgt een madam de bemiddeling tussen prostituee en klant. Ook verzorgt zij vaak een locatie, zoals een bordeel. Ten slotte bieden madams fysieke bescherming tegen eventuele agressieve klanten.
In deze functie is een madam vergelijkbaar met haar mannelijke tegenhanger, de pooier. 

## Kenmerken
Madams zijn vaak actief in de duurdere segmenten van de prostitutie, zoals het bordeel en de escortservice. 
In vergelijking met pooiers zijn madams relatief minder actief in de straatprostitutie. Dit heeft te maken met het feit dat in deze branche het meeste directe geweld voorkomt, en vrouwen het hierin vaak fysiek moeten afleggen tegenover mannen.

## Legale status
Formeel maken madams zich schuldig aan koppelarij, wat in de meeste landen strafbaar is.

## Bekende madams
Bekende pooiers (de mannelijke tegenhanger van de madam) zijn opgenomen in het artikel Pooier.
| Land             | Plaats            | Madam                                   |
| ---------------- | ----------------- | --------------------------------------- |
| Nederland        | Amsterdam         | Adriana Valkenburg (1894-1960)          |
| Nederland        | Amsterdam         | Aaïcha Bergamin (1932-2014)             |
| Nederland        | Breda             | Barbara de Puydt (1816-1862)            |
| Verenigde Staten | San Francisco     | Belle Cora (Arabella Ryan) (1827?-1862) |
| Spanje           | Cartagena         | Caridad la Negra (1879-1960)            |
| Nieuw-Zeeland    | Wellington        | Carmen Tione Rupe (1936-2011)           |
| China            | Guangzhou         | Ching Shih (1775-1844)                  |
| Engeland         | Londen            | Damaris Page (1610-1669)                |
| Ierland          | Dublin            | Darkey Kelly (?-1761)                   |
| Schotland        | Edinburgh         | Dora Noyce (1900-1977)                  |
| Zweden           | Stockholm         | Doris Hopp (1930-1998)                  |
| Spanje           | Barcelona         | Enriqueta Martí (1868-1913)             |
| Nieuw-Zeeland    | Auckland          | Flora MacKenzie (1902-1982)             |
| Verenigde Staten | Los Angeles       | Heidi Fleiss (1965-)                    |
| Frankrijk        |                   | Henrietta Lullier (1716-1802)           |
| Puerto Rico      | Ponce             | Isabel Luberza Oppenheimer (1901-1974)  |
| Verenigde Staten | New Orleans       | Josie Arlington (1864-1914)             |
| Nederland        | Amsterdam         | Jacoba Rauwerda (1835-1919)             |
| Griekenland      | Rodos             | Jenny Hiloudaki (1968-)                 |
| Nederland        | Amsterdam         | Jurjentje Rauwerda (1812-1877)          |
| Frankrijk        | Parijs            | Justin Paris (1705-1773)                |
| Duitsland        | Berlijn           | Kitty Schmidt (?-1954)                  |
| Verenigde Staten | Stow              | Lizzie Lape (1853-1917)                 |
| Frankrijk        | Parijs            | Madame Claude (1923-2015)               |
| Frankrijk        | Parijs            | Marguerite Gourdan (1730-1783)          |
| Nederland        | Amsterdam         | Marie de la Motte (1627-na 1683)        |
| Turkije          | Istanboel         | Matild Manukyan (1916/1917-2001)        |
| Duitsland        | Berlin-Schöneberg | Molly Luft (1944-2010)                  |
| Verenigde Staten | New Orleans       | Nick Campbell (1854-1934)               |
| Ierland          | Dublin            | Peg Plunkett (1727-1797)                |
| Verenigde Staten | New York          | Polly Adler (1900-1962)                 |
| Portugal         | Lissabon          | Preta Fernanda (1859-1927)              |
| Nederland        | New York          | Xaviera Hollander (1943-)               |
| Nederland        | Rotterdam         | Zoë Vialet (1983-)                      |